# Shannon Rutherford
Shannon Rutherford egy fiktív személy a Lost című sorozatból.
Shannon nagyon önző és hiú, aki még a katasztrófa idején is pedikűrözéssel tölti az idejét. Shannon édesapja hozzámegy egy nőhöz, akinek van egy fia. Ő Boone. Miután az apja egy autóbalesetben meghal, Shannon semmit sem örököl. Apja mindent a mostohaanyjára hagyott. Azért kellene a pénz, mert önálló életet akar kezdeni New Yorkban, ahol egy nagyszerű ösztöndíjat nyert el. Ezután Boone-on keresztül próbál pénzt szerezni. Amikor Boone felajánlja a saját pénzét, nem fogadja el, mert úgy érzi, a fiú nem hisz abban, hogy képes egyedül is ellátni magát.
A későbbiekben különböző országokba kerül, ahol más és más férfiakkal kerül össze. 
Mindegyik férfi problémás alkat, és Boone úgy próbálja megmenteni Shannont, hogy lefizeti a pasikat, hogy hagyják el őt. Az utolsó alkalommal ez Sydney-ben történik meg, ahol azonban Shannon és a pasija csúnyán átverik Boone-t, hogy kiszedjék belőle a pénzt. Azonban a férfi is átveri Shannon-t, és lelép a pénzzel. Shannon éjszaka ittasan bekopogtat Boone szállodai szobájába, hogy ottaludhasson. Kiderül, hogy Boone mindig is szerelmes volt belé, és azon az éjszakán a két mostohatestvér szeretkezik egymással. Másnap Shannon kijózanodva máshogy ítéli meg a helyzetet, és hidegebben bánik a testvérével. Ekkor indulnak a reptérre, így kerülnek az Oceanic 815-re.
A szigeten Sayiddal jár, de Boone megpróbálja őket szétválasztani. Amikor Boone meghal, Shannon nagyon szomorú lesz.
Sayid segít neki mindenben amiben csak tud, míg ők ketten szépen összejönnek a szigeten. Shannon Locke-ot hibáztatja féltestvére haláláért, ellopja az egyik fegyvert a titkos bőröndből, ahol a fegyverek vannak, le akarja lőni Locke-ot, Sayid próbálja megnyugtatni a lányt, de Shannon hajthatatlan, Sayid az utolsó pillanatban ráugrik a lányra, ezzel megmentvén Locke-ot. Shannon megsértődik és elszalad.
Amikor a tutaj útra kel, Walt Shannon-ra bízza a kutyáját (Vincent-t), akire a lány felelősségteljesen vigyáz. Úgy érzi, hogy életében először bíztak rá valami fontosat. Azonban többször megjelenik neki Walt. Senki nem hiszi neki el ezt, még Sayid sem. Az egyik ilyen alkalom után Shannon a dzsungelbe indul, hogy Vincent, a kutya segítségével megtalálja Walt-ot. Sayid szerelme utána siet, egy drámai monológ hangzik el, majd a kibékülést jelző ölelés is megtörténik. Ebben a pillanatban suttogások hallatszanak, és a két szerelmes megpillantja Waltot, aki a szája előtt jelzi, hogy legyenek csöndben és maradjanak ott, ahol vannak. Shannon elkezd a fiú után futni, és közben a nevét kiabálja, Sayid a döbbenettől és a sokktól még meg sem mozdult, ekkor Sayid is elkezd Shannon után futni, lövést hall, és mire odaér a lány véres hassal a férfi karjaiban összeesik és egy pillanat alatt meghal. Sayid magához szorítja szerelmét…
Kiderült, hogy Ana-Lucia lőtt rá, mert azt hitte, hogy a bokorban a Többiek közül mozog valaki.
Kapcsolódási pont a többiekkel a szigeten kívül:
Jack – mikor Shannon és a mostohaanyja a autóbalesetben elhunyt apához érkeznek a kórházba, Jack épp befejezte a műtétet, és elhalad mellettük.
|  | Alább a cselekmény részletei következnek! |